# ریک استینر
ریک استینر (انگلیسی: Rick Steiner؛ زادهٔ ۹ مارس ۱۹۶۱) کشتی‌گیر کشتی حرفه‌ای اهل ایالات متحده آمریکا است.